# Hypodeva nocturna
Hypodeva nocturna är en fjärilsart som beskrevs av George Francis Hampson 1905. Hypodeva nocturna ingår i släktet Hypodeva och familjen trågspinnare. Inga underarter finns listade i Catalogue of Life.